# Дентиньо
Бруно Ферейра Бонфим (роден на 19 януари 1989), по-известен като Дентиньо е бразилски футболист, нападател на Бешикташ.
Стартира професионалната си кариера през 2007 г. в състава на Коринтианс, в който играе в продължение на 4 сезона и отбелязва 52 гола в 152 шампионатни мача. Става една от звездите на тим и е спряган за трансфер в Ювентус и Манчестър Юнайтед.
През лятото на 2011 г. подписва с шампиона на Украйна за 2010-11 – Шахтьор (Донецк).